# Зарич
Зарич — река в России, протекает по Верещагинскому району Пермского края. Устье реки находится в 26 км от устья реки Лысьва по правому берегу. Длина реки составляет 13 км.
Исток реки находится у посёлка Субботники в 4 км к юго-западу от центра города Верещагино. Река течёт на север и северо-запад, протекает деревни Беляевка, Никитята, Мосино, Томиловка, Зарич, Хрены. В верхнем течении течёт рядом с западными окраинами города Верещагино. В деревне Зарич на реке небольшая запруда. Приток — Пистонка (правый). Впадает в Лысьву выше села Вознесенское.

## Данные водного реестра
По данным государственного водного реестра России относится к Камскому бассейновому округу, водохозяйственный участок реки — Кама от города Березники до Камского гидроузла, без реки Косьва (от истока до Широковского гидроузла), Чусовая и Сылва, речной подбассейн реки — бассейны притоков Камы до впадения Белой. Речной бассейн реки — Кама.
Код объекта в государственном водном реестре — 10010100912111100009554.